# Akira Komata
Akira Komata (født 31 januar 1998) er en japansk fægter, der specialiserer sig i kårde.
Han repræsenterede Japan ved sommer-OL 2024 i Paris, hvor han vandt sølv i holdkonkurrencen.